# Walter Rosenkranz
Walter Rosenkranz (ur. 29 lipca 1962 w Krems an der Donau) – austriacki polityk, prawnik i samorządowiec, działacz Wolnościowej Partii Austrii (FPÖ), poseł do Rady Narodowej i od 2024 jej przewodniczący.

## Życiorys
Kształcił się m.in. w szkole muzycznej Hochschule für Musik und Darstellende Kunst w Wiedniu, a w 1989 został absolwentem prawa na Uniwersytecie Wiedeńskim. Na początku lat 90. odbył służbę wojskową, po czym krótko pracował w federalnym ministerstwie obrony. Zaangażował się w działalność polityczną w ramach Wolnościowej Partii Austrii. Był prawnikiem frakcji FPÖ w wiedeńskim landtagu i sekretarzem stołecznych struktur partii. Podjął praktykę w zawodzie adwokata, specjalizując się w prawie karnym.
W latach 1988–2017 zasiadał w radzie miejskiej w Krems an der Donau. Od 2008 do 2019 sprawował mandat posła do Rady Narodowej XXIV, XXV i XXVI kadencji. Był wiceprzewodniczącym (2013–2017) i przewodniczącym (2017–2019) klubu deputowanych swojego ugrupowania. W 2013 został przewodniczącym FPÖ w Dolnej Austrii. W 2019 odszedł z parlamentu w związku z powołaniem w skład Volksanwaltschaft na jednego z austriackich rzeczników praw obywatelskich.
W lipcu 2022 Wolnościowa Partia Austrii wyznaczyła go swoim kandydatem w wyborach prezydenckich w tym samym roku. W pierwszej turze głosowania z 9 października 2022, w której reelekcję uzyskał Alexandra Van der Bellena, Walter Rosenkranz zajął 2. miejsce wśród 7 pretendentów, otrzymując 17,7% głosów. W wyborach w 2024 ponownie uzyskał mandat posła do Rady Narodowej. W październiku tego samego roku powierzono mu funkcję przewodniczącego niższej izby austriackiego parlamentu.